# Selina Hastings
Selina Hastings, condesa de Huntingdon, (n. Staunton Harold, Leicestershire, 24 de agosto de 1707-m. Londres, 17 de junio de 1791), figura central en el avivamiento evangélico en la Inglaterra del siglo XVIII, con lineamientos metodistas y doctrina calvinista.
La hija de Washington Shirley, y Earl Ferrers. Selina se casó con Theophilus Hastings, en 1728, con el noveno conde de Huntingdon, cuya hermana inspiró su conversión al metodismo. En 1739, la condesa se unió a la sociedad metodista fundada por John Wesley y en la muerte de su esposo en 1746 se convirtió en la "dama elegida" del nuevo movimiento. Usando su derecho como una líder metodista, designó clérigos evangélicos como sus capellanes y construyeron capillas en Brighton, Bath, Tunbridge Wells y otros centros de la sociedad aristocrática. En 1768 estableció la Casa Trevecca en Talgarth, Brecknockshire, a su costa, para el entrenamiento de clérigos evangélicos.
También apoyó los escritos de antiguos esclavos liberados que compartían su fe, como Ukawsaw Gronniosaw y Olaudah Equiano.
Después de la muerte de la condesa su universidad fue trasladada a Cheshunt, Hertfordshire, en 1792 y a Cambridge en 1904. Las capillas de su asociación, sobreviven principalmente bajo la operación de la Congregación.